# Вулиця Лермонтова (Марганець)

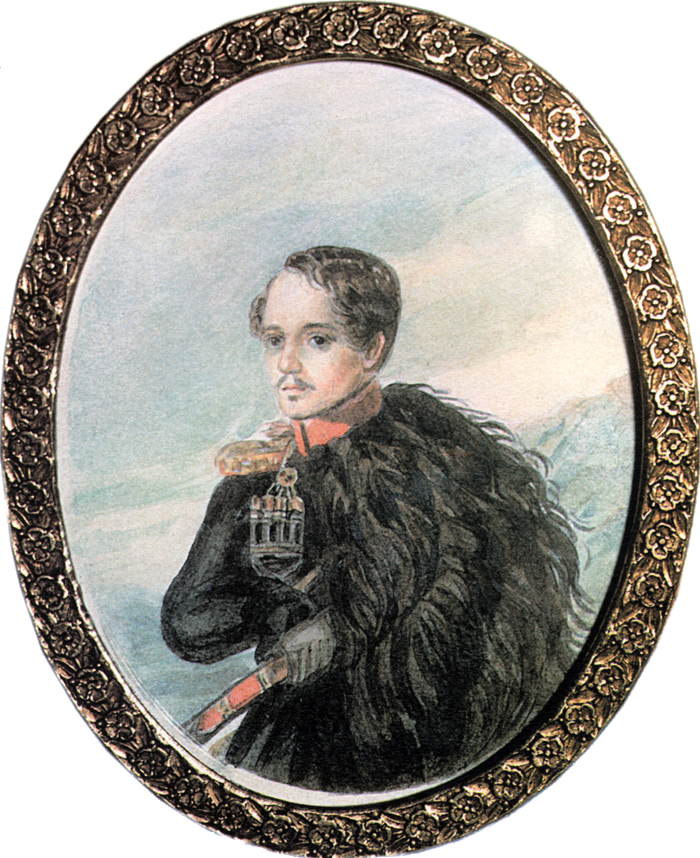
Автопортрет Михайла Лермонтова

Вулиця Лермонтова — одна з головних вулиць Марганеця. Вулиця названа на честь російського поета 19 сторіччя Михайла Лермонтова.

## Опис
Вулиця рівнинна до Торговельної вулиці, після чого спускається у долину річки Томаківки до Європейської вулиці; після чого шляхопровідом перетинає залізницю; у долині Томаківки її перетинає Проїзна вулиця, якою до Леромонтова долучається дорога на Запоріжжя-Томаківка-Нікополь-Кривий Ріг-Кропивницький; після мосту через річку Томаківка піднімається з долини до свого закінчення.
На початку вулиці Лермонтова йде по радянському селищу Ворошилівка. Між вулицями Промисловою й Торговельною квартал «Інституту» — місце колишнього Марганецького гірничого інституту, що згодом перетворили на Гірничий технікум. На східній стороні вулиці між вулицями Торговельною й Луганською височить багатоповерховий Ювілейний квартал. У оболоні Томаківки до вулиці Лермонтова долучається Проїзна вулиця, що відноситься до давнього села Миколаївка, що тепер відноситься до міста Марганця. Після Томаківки вулиця Лермонтова йде по селишу Новоселівка.
Довжина вулиці — 4400 м.

## Перехресні вулиці
- Чарівна вулиця,
- Кубанська вулиця,
- вулиця Шишкіна,
- вулиця Зоря,
- вулиця Грибоєдова,
- вулиця Короленка,
- Барвиста вулиця,
- вулиця Кольцова,
- Київська вулиця,
- вулиця Щербини,
- вулиця Осипенка,
- вулиця Грекова,
- вулиця Миру,
- Паркова вулиця,
- Промислова вулиця,
- Торговельна вулиця,
- вулиця Єрмака,
- вулиця Степова,
- Ростовська вулиця,
- вулиця Гідності,
- Луганська вулиця,
- Чіатурська вулиця,
- Радісна вулиця,
- вулиця Хліборобів,
- Азовська вулиця,
- Весняна вулиця,
- вулиця Старицького,
- Прохолодна вулиця,
- Європейська вулиця,
- Виїзна вулиця,
- вулиця Чкалова,
- Глухий провулок,
- вулиця Богуна.

## Будівлі
- №2 - середня школа №3,
- №8 - Марганецький коледж Національного гірничого університету,
- №29 - українська пошта 53408.

## Транспорт
Автомобільний шлях Т-0435 Вищетарасівка-Марганець-Дмитрівка-Голубівка звертає з Київської вулиці і простує вулицею до її кінця. Виїзною вулицею до вулиці Лермонтова долучається національний автошлях H 23, що після цього йде до кінця вулиці на північ.